# Kase-san
Kase-san (jap. 加瀬さん) – manga z gatunku yuri autorstwa Hiromi Takashimy, publikowana na łamach magazynów „Hirari” oraz „Flash Wings” wydawnictwa Shinshokan od kwietnia 2010 do marca 2017. Sequel, zatytułowany Yamada to Kase-san wydawany jest w magazynie „Wings” od kwietnia 2017.
Na podstawie mangi powstała krótka ONA wyprodukowana przez studio Zexcs oraz 58-minutowa OVA, której premiera odbyła się w kinach 9 czerwca 2018.

## Fabuła
Yui Yamada, nieśmiała dziewczyna, która lubi zajmować się szkolnym ogrodem, zakochuje się w wysportowanej Tomoce Kase. Obie w końcu zaczynają się spotykać, a fabuła śledzi losy pary, która stawia czoła różnym wyzwaniom w swoim związku.

## Bohaterowie
- Yui Yamada (jap. 山田 結衣 Yamada Yui)

Seiyū: Minami Takahashi 
Nieśmiała i bojaźliwa dziewczyna, która należy do szkolnego klubu ogrodniczego i uwielbia pielić rabaty kwiatowe. Zakochuje się w Kase, mimo że jest inną dziewczyną, i wkrótce zaczyna się z nią spotykać, choć często popada w paranoję. Po ukończeniu szkoły średniej wyjeżdża z Kase do Tokio, gdzie studiuje ogrodnictwo.
- Tomoka Kase (jap. 加瀬 友香 Kase Tomoka)

Seiyū: Ayane Sakura 
Dziewczyna o chłopięcym wyglądzie, która należy do szkolnego klubu lekkoatletycznego i jest bardzo dobra w sporcie, a także często bierze udział w turniejach. Zainteresowała się Yamadą i wkrótce zaczyna się z nią spotykać, choć czasami zachowuje się nieco perwersyjnie. Po ukończeniu szkoły średniej wstępuje na uniwersytet sportowy w Tokio.
- Mikawa (jap. 三河)

Seiyū: Ibuki Kido 
Najlepsza przyjaciółka Yamady, o pseudonimie „Mikawacchi”, która początkowo jest podejrzliwa wobec związku swojej przyjaciółki z Kase, ponieważ słyszała o nim różne plotki. Jest dość hałaśliwa, ale nie znosi widoku krwi. Po ukończeniu szkoły wyjeżdża do Tokio, gdzie studiuje turystykę.
- Akane Inoue (jap. 井上 茜 Inoue Akane)

Seiyū: Minako Kotobuki 
Absolwentka, która była w tym samym klubie sportowym co Kase i uczęszcza na ten sam uniwersytet, na który później wstępuje Kase. Z powodu plotek Yamada przez długi czas uważała ją za byłą dziewczynę Kase, choć ostatecznie okazało się to nieprawdą.

## Manga
Pierwszy rozdział mangi został opublikowany 26 sierpnia 2010 w drugim numerze magazynu „Hirari” wydawnictwa Shinshokan. Po zaprzestaniu publikacji „Hirari” w 2014 roku, seria została przeniesiona do „Flash Wings”, gdzie ukazywała się online do 23 marca 2017. Sequel, zatytułowany Yamada to Kase-san (jap. 山田と加瀬さん。), publikowany jest od 28 kwietnia 2017 w magazynie „Wings”.
| Nr | Tytuł                                                    | Data wydania (język japoński) | ISBN (język japoński)  |
| -- | -------------------------------------------------------- | ----------------------------- | ---------------------- |
| 1  | Asagao to Kase-san. (jap. あさがおと加瀬さん。)          | 28 lipca 2012                 | ISBN 978-4-40-367121-0 |
| 2  | Obentō to Kase-san. (jap. おべんとうと加瀬さん。)        | 30 lipca 2014                 | ISBN 978-4-40-367158-6 |
| 3  | Shōtokēki to Kase-san. (jap. ショートケーキと加瀬さん。) | 30 września 2015              | ISBN 978-4-40-367173-9 |
| 4  | Epuron to Kase-san. (jap. エプロンと加瀬さん。)          | 25 lipca 2017                 | ISBN 978-4-40-367176-0 |
| 5  | Sakura to Kase-san. (jap. さくらと加瀬さん。)            | 20 maja 2018                  | ISBN 978-4-40-367178-4 |
| 6  | Yamada to Kase-san. 1 (jap. 山田と加瀬さん。-1-)         | 25 lipca 2019                 | ISBN 978-4-40-367181-4 |
| 7  | Yamada to Kase-san. 2 (jap. 山田と加瀬さん。-2-)         | 25 listopada 2020             | ISBN 978-4-40-367182-1 |
| 8  | Yamada to Kase-san. 3 (jap. 山田と加瀬さん。-3-)         | 25 czerwca 2022               | ISBN 978-4-40-367187-6 |

## Anime
23 marca 2017 ogłoszono, że na podstawie serii powstanie pięciominutowy animowany teledysk. Klip, zatytułowany Kimi no hikari: Asagao to Kase-san. (jap. キミノヒカリ ～あさがおと加瀬さん。), został opublikowany 7 maja 2017 na kanale YouTube Pony Canyon. Za produkcję odpowiedzialne jest studio Zexcs, reżyserią zajął się Takuya Satō, a za projekty postaci i kluczową animację odpowiada Kyuta Sakai. Utwór „Kimi no egao (album ver.)” (jap. 君の笑顔 (album ver.)) pochodzi z albumu „Good-Bye” autorstwa Hanako Oku. Płyta Blu-ray z klipem została dołączona do edycji specjalnej Epuron to Kase-san., wydanej 25 lipca 2017.
28 sierpnia 2017 ogłoszono nowy projekt anime, później ujawniono, że jest to OVA, za produkcję której odpowiadać będzie Zexcs, premierę zaś zaplanowano na lato 2018. Satō i Sakai powrócili odpowiednio jako reżyser i projektant postaci, podczas gdy kompozycją zajął się Takeshi Kuchiba. 58-minutowa OVA była wyświetlana w kinach od 9 czerwca 2018. Motywem przewodnim jest cover piosenki „Asu e no tobira” (jap. 明日への扉) zespołu I WiSH, w wykonaniu Minami Takahashi i Ayane Sakury.

## Drama CD
Wyprodukowano trzy dramy CD, w których wystąpiła ta sama obsada głosowa co w OVA. Pierwsza z nich została dołączona do specjalnego wydania piątego tomu mangi wydanego 20 maja 2018. Drugą dołączono jako część albumu „Cover Song & Audio Drama Album” wydanego 6 czerwca 2018. Trzecia drama CD została natomiast rozdana wyłącznie posiadaczom specjalnych biletów na seans OVA 9 czerwca 2018.